# 서울 학림사 삼신불괘불도
서울 학림사 삼신불괘불도(서울 鶴林寺 三神佛掛佛圖)는 서울특별시 노원구 상계동, 학림사에 있는 조선시대의 괘불도이다. 2006년 5월 11일 서울특별시의 유형문화재 제211호 '학림사 삼신불 괘불탱(鶴林寺 三身佛 掛佛幀)'으로 지정되었다가, 2009년 6월 4일 현재의 명칭으로 변경되었다.

## 개요
이 괘불은 조선후기의 삼신불 괘불탱으로, 조성연대는 1749년이다.현재 남아있는 화기에 의하면 1774년에 중수하여 원통암(圓通庵)에 봉안했다는 기록이 있으나, 그 이전에 썼던 화기를 조사한 결과 '乾隆十四年己巳八月'이라는 화기가 확인되어 최초 조성연대는 1749년으로 보인다. 크기는 세로 443cm,가로 256cm로 괘불로는 그리 크지 않은 작품인데, 폭 61.5cm의 비단을 4폭 이은 후 왼쪽 가장자리에는 29.5cm의 비단을 이어 마감하였으며, 배접지는 8겹을 붙였다. 그림의 형식은 화려한 채운(彩雲)아래에 법신(法身)비로자나불, 왼쪽(향우측)에 보신(報身)노사나불, 오른쪽에 화신(化身)석가불 등 권속없이 나란히 서있는 3구의 삼신불만을 배치한 간단한 형식을 보여준다. 이처럼 비로자나삼신불을 주제로 한 괘불은 18~9세기 서울 경기 지역에서 유행하였던 형식으로, 1735년 봉선사 괘불을 비롯하여 1832년 흥천사 괘불,1868년 백련사 괘불, 1862년 청계사 괘불, 1858년 천축사 괘불 등과 유사한 형식을 보여주고 있다. 그러나 봉선사 괘불에는 삼신불 외에도 보살과 제자, 청중 등이 더 묘사되었으며 흥천사와 백련사 괘불은 노사나불이 보살형이 아닌 불형(佛形)이며 아난과 가섭, 문수보살과 보현보살 등이 첨가되었고, 청계사 괘불 역시 삼불형(三佛形)으로 표현되어 있다.
따라서 학림사 괘불은 이 중에서 형식이 가장 간단하면서도 노사나불이 보살형으로 표현되는 전형적인 삼신불 구성을 보여주고 있어 이들 불화 가운데 가장 이른 시기에 제작되었을 것으로 생각된다. 현재 서울지역에 남아있는 괘불 중에서도 가장 이른 시기의 작품이자 조선후기 서울 경기지역 괘불의 특징적인 양식을 반영하는 작품으로서 시 문화재로 지정, 보호할 필요가 있다고 사료된다.

## 같이 보기
- 학림사

## 참고 자료
- 학림사 삼신불괘불도 - 국가유산청 국가유산포털